# 弗羅曼 (科羅拉多州)
弗羅曼（英語：Vroman）是位於美國科羅拉多州奧特羅縣的一個非建制地區。該地的面積和人口皆未知。

## 地理
弗羅曼的座標為38°05′03″N 103°48′45″W / 38.08417°N 103.81250°W，而該地的平均海拔高度為1291米（即4236英尺）。